# Weilerswist
Weilerswist is een gemeente in de Kreis Euskirchen in het zuidwesten van Noordrijn-Westfalen en telt 17.722 inwoners (31 december 2020) op een oppervlakte van 57,17 km².
De gemeente kwam in 1969 voort uit het ''Amt'' Weilerswist-Lommersum, dat had bestaan uit de gemeenten Weilerswist, Lommersum, Metternich, Müggenhausen en Vernich. De kernnederzetting Weilerswist, die in 1310 voor het eerst werd genoemd als Wilrezwist, ligt nabij de monding van de Swist in de Erft.  
De vijf voormalige gemeenten uit het Amt Weilerswist-Lommersum hebben nu de status van ''Ortschaft'' en hebben een eigen burgemeester. Dat geldt ook voor Hausweiler-Derkum, dat voor 1969 tot Lommersum behoorde. 
Vervolgens bestaat de gemeente Weilerswift uit de volgende Ortsteile:
- Bodenheim
- Derkum
- Großvernich
- Hausweiler
- Horchheim
- Kleinvernich
- Lommersum
- Metternich
- Müggenhausen
- Neukirchen
- Ottenheim
- Schneppenheim
- Schwarzmaar
- Weilerswist

## Afbeeldingen

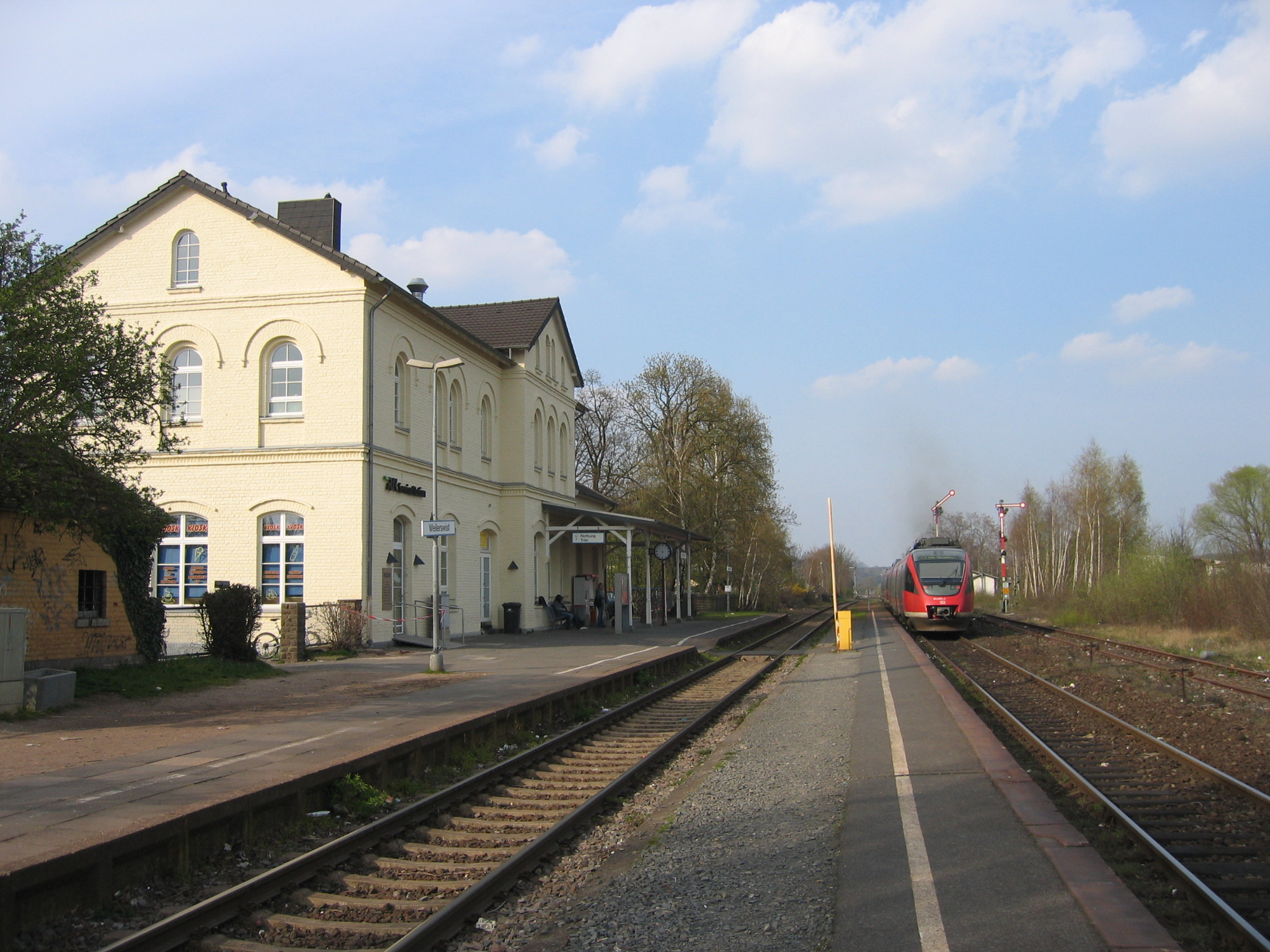
Station Weilerswist
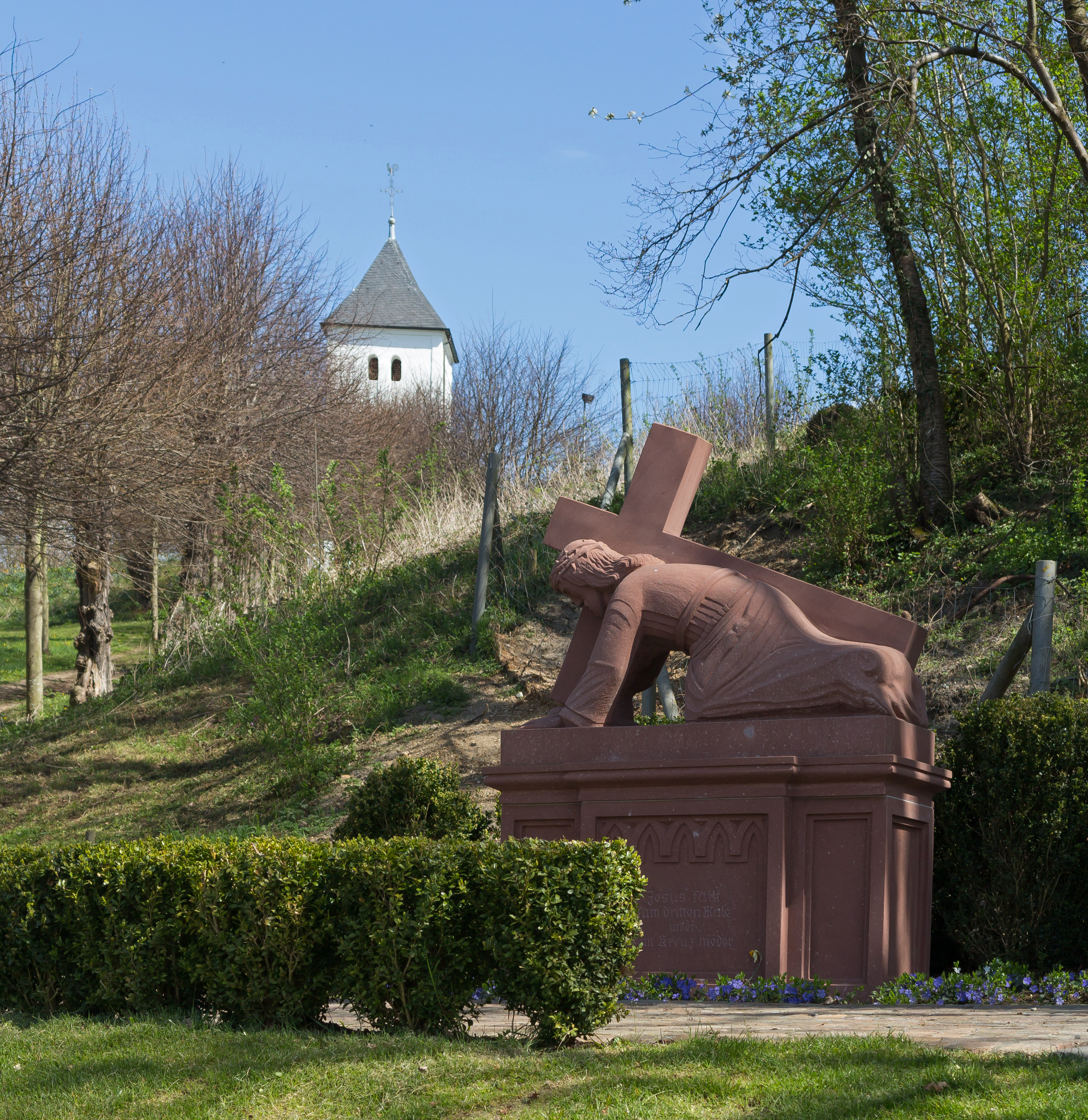
Jezus Christus en de Swister Turm
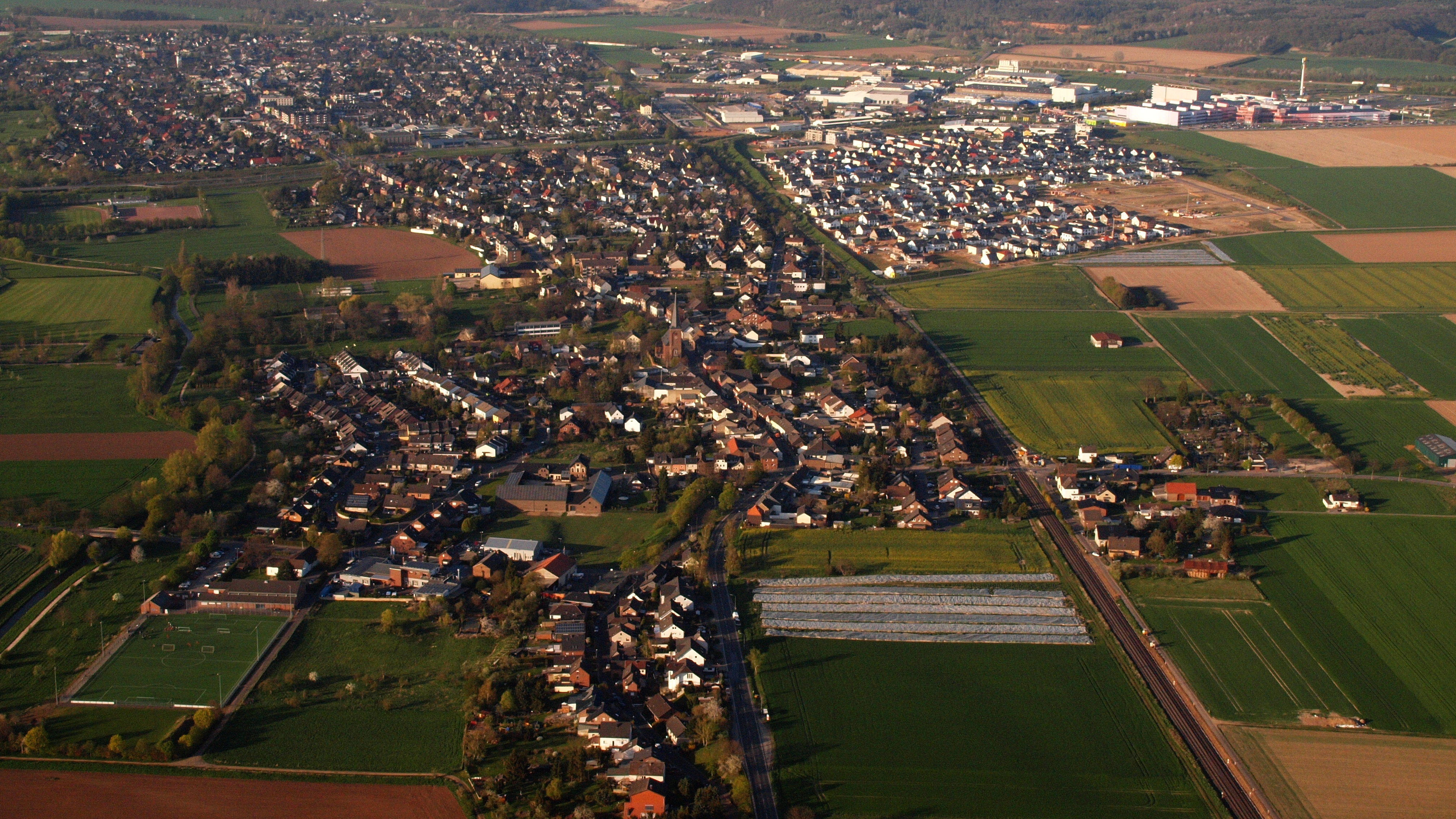
Gezicht op Weilerswist
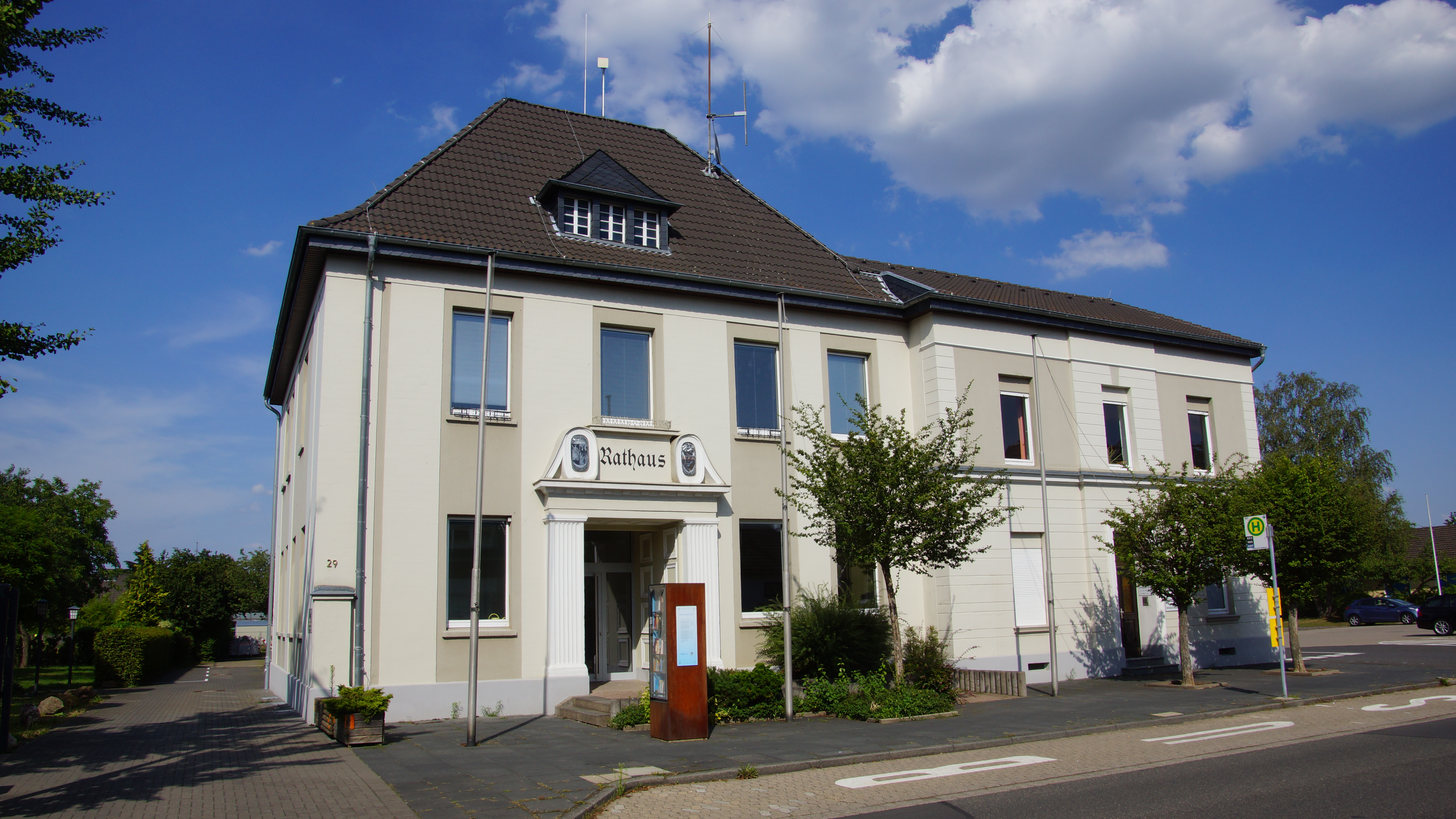
Gemeentehuis
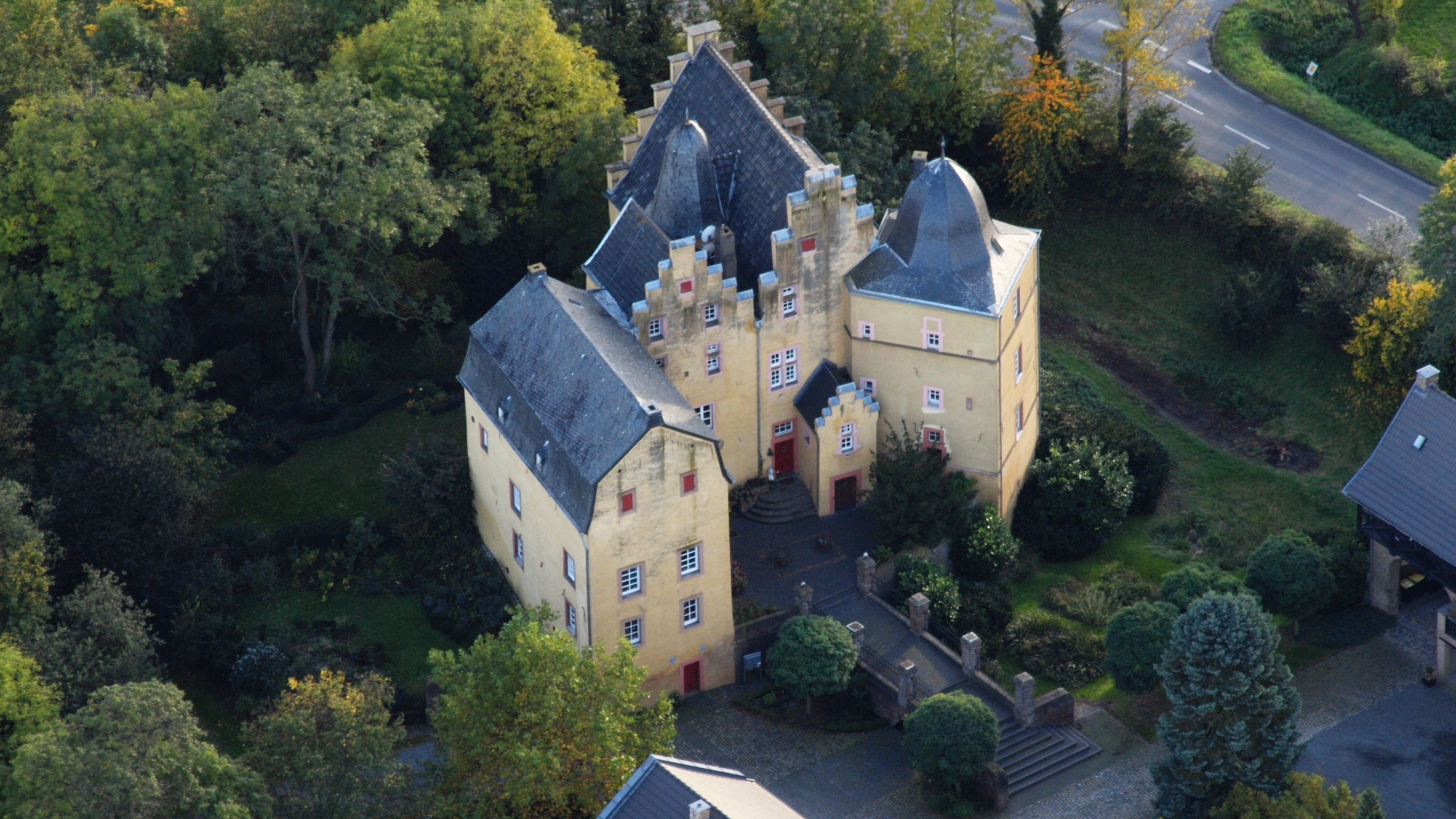
Burg Bodenheim

Bad Münstereifel · Blankenheim · Dahlem · Euskirchen · Hellenthal · Kall · Mechernich · Nettersheim · Schleiden · Weilerswist · Zülpich